# 좌파 민주주의당
좌파 민주주의당(이탈리아어: Democratici di Sinistra, DS)은 1998년부터 2007년까지 이탈리아에 존재했던 사회민주주의 정당이다.
1998년 민주사회주의 성향이던 좌파민주당을 마시모 달레마의 주도 하에 사회민주주의 성향으로 개편하며 중도좌파 소수정당들을 통합하여 설립되었다. 2007년 여러 좌파정당과 민주당을 창당하면서 소멸되었다.